# Кастель-Роццоне
Кастель-Роццоне (итал. Castel Rozzone) — коммуна в Италии, располагается в регионе Ломбардия, подчиняется административному центру Бергамо.
Население составляет 2545 человек, плотность населения составляет 2545 чел./км². Занимает площадь 1 км². Почтовый индекс — 24040. Телефонный код — 0363.